# John Gower
John Gower (1330 Kent – 1408 Londýn) byl anglický básník, současník Williama Langlanda  a osobní přítel Geoffreyho Chaucera. Je známý především svými díly Mirour de l'omme, Vox clamantis a Confessio amantis, třemi dlouhými básněmi psaných ve francouzštině, latině a angličtině, které jsou spojeny společnými morálními a politickými tématy.
Jeho básně mají morální charakter, avšak odkazují také na politikou situaci a historii. Jeho díla jsou plná invence a fantazie, přičemž místy využívající alegorie a pokud dílo vypráví o morálce, činí tak komplexně. Thomas Warton upozornil na značný přínos Geoffreyho Chaucera a Johna Gowera pro anglickou literaturu zejména v tom, že oproti svým předchůdců nebyli pouhými kronikáři halícími své vyprávění do veršů. 

## Život
O jeho osobním životě se dochovalo jen málo informací. Jeho původ je nejistý. Na základě jeho erbovního znamení se lze domnívat, že bylo užíváno Gowery z Kentu (v Anglii 14. století žilo mnoho Gowerů, kteří nebyli nutně příbuzní). Druhou indicií může být Gowerovo vzdělání, vědci se domnívají, že Gower musel být důkladně obeznámen s Biblí, Ovidiem, Secretum Secretorum, Petrusem Rigou, Speculum Speculationum, Valeriem Maximem, Janem ze Salisbury a dalšími díly a autory. Velmi dobře ovládal latinu, francouzštinu i angličtinu. Takové vzdělání, vzhledem ke svému rozsahu, muselo být nákladné, což podporuje hypotézu o básníkově původu z Kentu.
V jeho básních se nachází narážky na kariéru právníka, avšak nic konkrétního. Z dobových listin je zřejmé, že Gower během svého života koupil několik nemovitostí v blízkosti Londýna, rozhodně tedy nebyl chudým umělcem. Podle dochovaných záznamů se jeho roční renta, kterou získával ze svých pozemků, pohybovala mezi 10 a 45 librami. To byl na svou dobu slušný příjem postačující k důstojnému životu nižší šlechty. Tento příjem však neodpovídal jeho výdajům, které byly mnohem vyšší a vyžadovaly další zdroj příjmů. Je patrné, že tímto zdrojem bylo půjčování peněz. I když jsou dobové záznamy kusé, dochovalo se mnoho smluv, které jsou úvěrovými listinami, či soudními záznamy v nichž vystupoval jako žalobce svých dlužníků.
Prvním jistým básníkovým bydlištěm byl klášter Panny Marie přes řeku (dnešní katedrála v Southwarku), kam se uchýlil někdy v 70. letech 14. století. Od místních mnichů si pronajal několik pokojů a na oplátku se stal štědrým mecenášem kláštera. V roce 1398 se zde oženil s Agnes Groundolf. Z náznaků v jeho pozdějších básních je patrné, že v pokročilém věku ztrácel zrak, přičemž v posledních letech života zcela oslepl. John Gower zemřel v roce 1408, pohřben byl v katedrále Southwark.

## Poezie

### Mirour de l´omme
Taktéž známá pod latinským názvem Speculum meditantis je báseň o délce 30 000 veršů. Jejím adresátem byl královský dvůr. Báseň má nejen moralizující, ale i politický rozměr, neboť Gower v ní dává rady týkající se sociálních reforem. Báseň byla napsána v letech 1360–1370. V té době sílil vliv Eduarda III. Na kontinentální Evpropě i na jeho dvoře se běžně mluvilo francouzsky, pravděpodobně proto si Gower vybral francouzštinu jako jazyk své první velké básně. Báseň se podle dobové tradice zprvu obrací na zamilované, ty však rychle opomíjí a přechází k mnohem vážnějším tématům. Podle Yeagera se pravděpodobně jedná o jakousi návnadu, kterou básník vyhověl dobovému vkusu a pokusil se přilákat čtenáře, které by jinak nezískal.

### Vox Clamantis
Námětem tohoto díla je anglické povstání roku 1381. Gower začíná alegoricky, avšak postupně se alegorie vytrácí a ke konci líčení začíná aktéry nazývat jejich pravými jmény. Dílo stojí na straně šlechty a krále Richarda II., avšak autor se nebojí být kritický. V posledních dvou kapitolách Gower vyjadřuje svou lásku k Anglii. V básni se věnuje hříchům všech skupin obyvatelstva, přičemž obchodníkům projevuje největší shovívavost. Zdůrazňuje obtíže jejich povolání, a i přes hříchy některých tvrdí, že většina obchodníků vyniká svou pracovitostí.

### Confessio Amantis
Třetí významné dílo, které navazuje na morální témata předchozích básní. Jeho hlavním pojítkem je morální poučení vycházející z mnoha kratších příběhů, které spojuje zpověď hříchů proti lásce. Báseň má podobný rozsah jako Mirour de l'Omme, ale je psána v angličtině. Gower, označovaný již za svého života jako „morální básník“, však nebyl úzkoprsým puritánem. Například v Confessio Amantis najdeme mnoho epizod, kde nechává interpretaci na čtenáři, přičemž na hříchy milostné či sexuální povahy pohlíží shovívavě.
Nejstarší dochovaný rukopis básně pochází až z konce 15. století. Podle indicií v textu je možné, že báseň byla dokončena roku 1390. Její první edice byla věnována Richardu II., kterého autor v té době vnímal jako ideálního panovníka a jemuž prokazoval svou loajalitu. V druhé redakci je však oslavná báseň na Richarda nahrazena oslavnou básní na Anglii a třetí redakce už mu ani není věnována. Gower se totiž stal obdivovatelem Jindřicha Bolingbroka, od roku 1399 krále Jindřicha IV. a tak mu báseň ve své třetí redakci věnoval. Tento posun je zajímavý, neboť Jindřich se na trůn nedostal přirozenou cestou. (Richarda zajal a pravděpodobně nechal zemřít hlady.) To ale Gowerovi nevadilo, ba dokonce tento čin výslovně chválí ve své pozdější práci In praise of peace, kterou vydal rok po nástupu Jindřicha IV. na trůn. Změny v básni tak dokládají její důležitost pro dobovou politiku. Ať už básník činil změny sám nebo pod nátlakem.

## Dílo
K žádnému překladu básní do češtiny dosud nedošlo, překlady do moderní angličtiny jsou na open access stránce: The Gower project. Dále existuje několik edic Gowerových básní, tou nejobsáhlejší je práce britského historika George Campbella Macaulaye, práce vyšla roku 1901 a i když se jedná o poměrně staré dílo, její komplexnost a erudice inspirovala řadu dalších publikací ve 20. století. Mezi ty nejvýznamnější patří knihy amerických badatelů Johna Fishera a Rusella Pecka nebo akademická práce C.S. Lewise.
Seznam obsahuje kompletní Gowerovu bibliografii, díla, která nebyla rozebrána výše jsou opatřena krátkými poznámkami.
- Mirour de l'omme, či Speculum hominis, či Speculum meditantis (francouzsky, kolem 1376–1379)
- Vox clamantis (latinsky, 1377–1381)
- Confessio amantis (anglicky, 1386–1393)
- Traité pour essampler les Amants Marietz (francouzsky, 1397)
- Cinkante balades (francouzsky, 1399–1400) – romantické balady. Podle badatelů se jedná o sbírku obsahující i Gowerovy nejranější výtvory.
- Cronica tripertita (latinsky, 1400) – historické dílo líčící události po selské válce. Gower straní jednoznačně Jindřichu IV.
- In praise of peace (anglicky, 1400) – oslavná báseň, vzdávající hold Jindřichu IV.